# Juan Carlos González Salvador
Juan Carlos González Salvador (Bilbao, 28 gennaio 1964) è un dirigente sportivo ed ex ciclista su strada spagnolo, professionista dal 1987 al 1995.

## Palmarès

### Strada
- 1986 (Dilettanti, una vittoria)

Trofeu Joan Escolá
- 1987 (KAS, due vittorie)

1ª tappa Étoile de Bessèges (Le Grau-du-Roi > Le Grau-du-Roi)
Campionati spagnoli, Prova in linea Elite
- 1988 (KAS-Canal 10, due vittorie)

4ª tappa - parte a Vuelta a Aragón (Teruel > Calatayud)
6ª tappa - parte b Vuelta a Asturias (Oviedo > Oviedo)
- 1990 (Banesto, una vittoria)

1ª tappa - parte b Vuelta a Venezuela (Valencia > Valencia)
- 1991 (Puertas Mavisa, una vittoria)

Campionati spagnoli, Prova in linea Elite
- 1993 (Eldor, una vittoria)

10ª tappa Vuelta a España (Valencia > La Sénia

#### Altri successi
- 1989 (Reynolds-Banesto)

Classifica a punti Vuelta a Murcia
Hucha de Oro
- 1991 (Puertas Mavisa)

Hucha de Oro
Criterium Sabiñánigo
- 1992 (Puertas Mavisa)

Trofeo Sóller
1ª tappa - parte b Vuelta a Castilla y León
2ª tappa Vuelta a Mallorca
- 1994 (Euskadi-Petronor)

5ª tappa Vuelta a Castilla y León

## Piazzamenti

### Grandi Giri
- Giro d'Italia

1993: ritirato (14ª tappa)
- Vuelta a España

1991: ritirato (17ª tappa)
1992: 108º
1993: ritirato (17ª tappa)
1994: 99º
1995: ritirato (17ª tappa)

### Competizioni mondiali
- Campionati del mondo su strada

Villaco 1987 - In linea Professionisti: ritirato
Stoccarda 1991 - In linea Professionisti: ritirato